# ディエベド・フランシス・ケレ
ディエベド・フランシス・ケレ（Diébédo Francis Kéré、1965年 - ）は、ブルキナファソの建築家である。同国ガンド村における建築プロジェクトで知られ、2022年に、アフリカ人としてはじめてプリツカー賞を受賞した。

## 生い立ち・キャリア
1965年、オートボルタ共和国（現：ブルキナファソ）のガンドにて、村長の長男として生まれた。ガンドには学校がなかったため、教育を受けるために7歳で親元を離れ、タンコドゴのおじの元で通学した。大工として修行し、開発援助監督者実習生として奨学金を得てドイツに留学した。ドイツでは木工技術を学び、さらに夜間に中等教育を受けた。1995年に奨学金を受け、ベルリン工科大学に入学した。大学在学中の1998年、ケレは学生仲間を集めて非営利団体「ガンド小学校のレンガ（ドイツ語: Schulbausteine für Gando）」を設立した。寄付を通じて日本円にして300万円を集め、2001年にガンド小学校を建設した。地元の伝統的建築素材を利用して建築されたこの建物は、2004年にアーガー・ハーン建築賞を受賞した。
2005年にベルリンにて自らの事務所であるケレ・アーキテクチャー（Kéré Architecture）を開所した。ガンドの建築プロジェクトを嚆矢として、ブルキナファソのほかセネガル、ウガンダ、トーゴ、スーダンなどアフリカ各地で活動し、2019年にはベナン国民議会議事堂を受託した。2022年に、アフリカ人としてはじめてプリツカー賞を受賞した。